# Khndzoresk
Khndzoresk  (en arménien Խնձորեսկ) est une communauté rurale du marz de Syunik en Arménie, proche du Haut-Karabagh. En 2008, elle compte 2 146 habitants.

## Site troglodytique
Le village fut un site troglodytique, creusé dans les tufs volcaniques et qui rappelle quelque peu la Cappadoce, habité jusqu'au début du XXe siècle, dont il subsiste des traces notables. Un village du même nom existe désormais à proximité.

## Étymologie
La dénomination Khndzoresk se traduit de la langue arménienne par le mot pomme en français. Selon l'une des versions explicatives, le peuplement a été appelé comme cela parce qu'y poussaient de nombreux pommiers. Selon une autre version dans les temps anciens le village s'appelait Khor Dzor (arménien : Խոր Ձոր), qui signifie Gorge profonde , ou encore Khordzoresk parce qu'il se trouvait au fond d'une gorge profonde. Avec le temps le mot est devenu Kndzoresk.

## Géographie

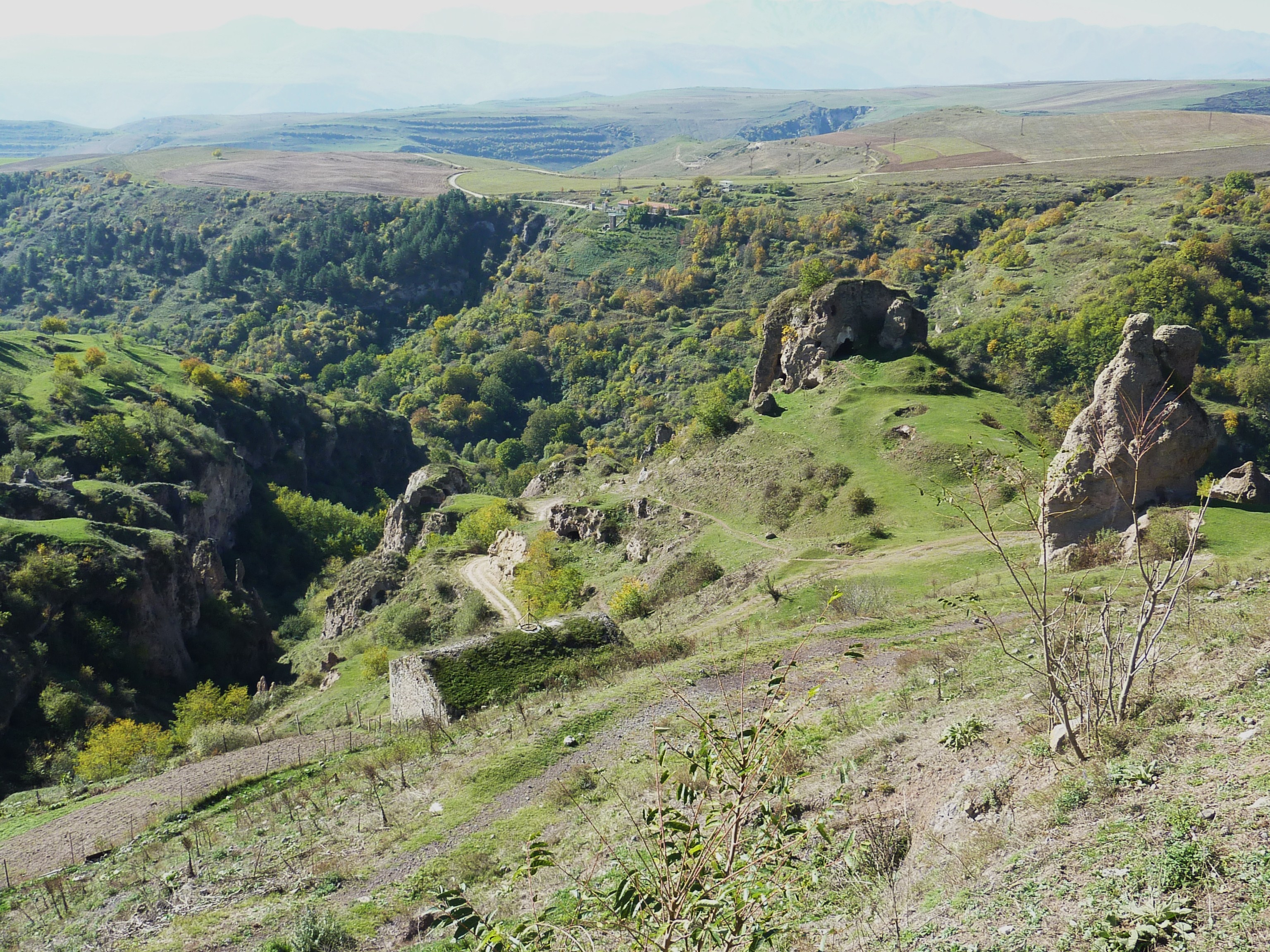
Khndzoresk

Le village se situe à 8 km de la ville de Goris près de la route Goris-Stepanakert. La curiosité principale est la ville des grottes, le Vieux Khndzoresk qui est en fait un village qui s'étend sur 3 km sur les pentes d'une gorge profonde, et qui a été longtemps l'un des plus peuplés de Syunik. Au XXe siècle, les populations troglodytes se sont déplacées vers le sommet de la gorge. Les derniers habitants des grottes ont abandonné celles-ci au milieu des années 1970.
Le climat du village est tempéré, les terres sont fertiles mais pas irriguées.

## Histoire

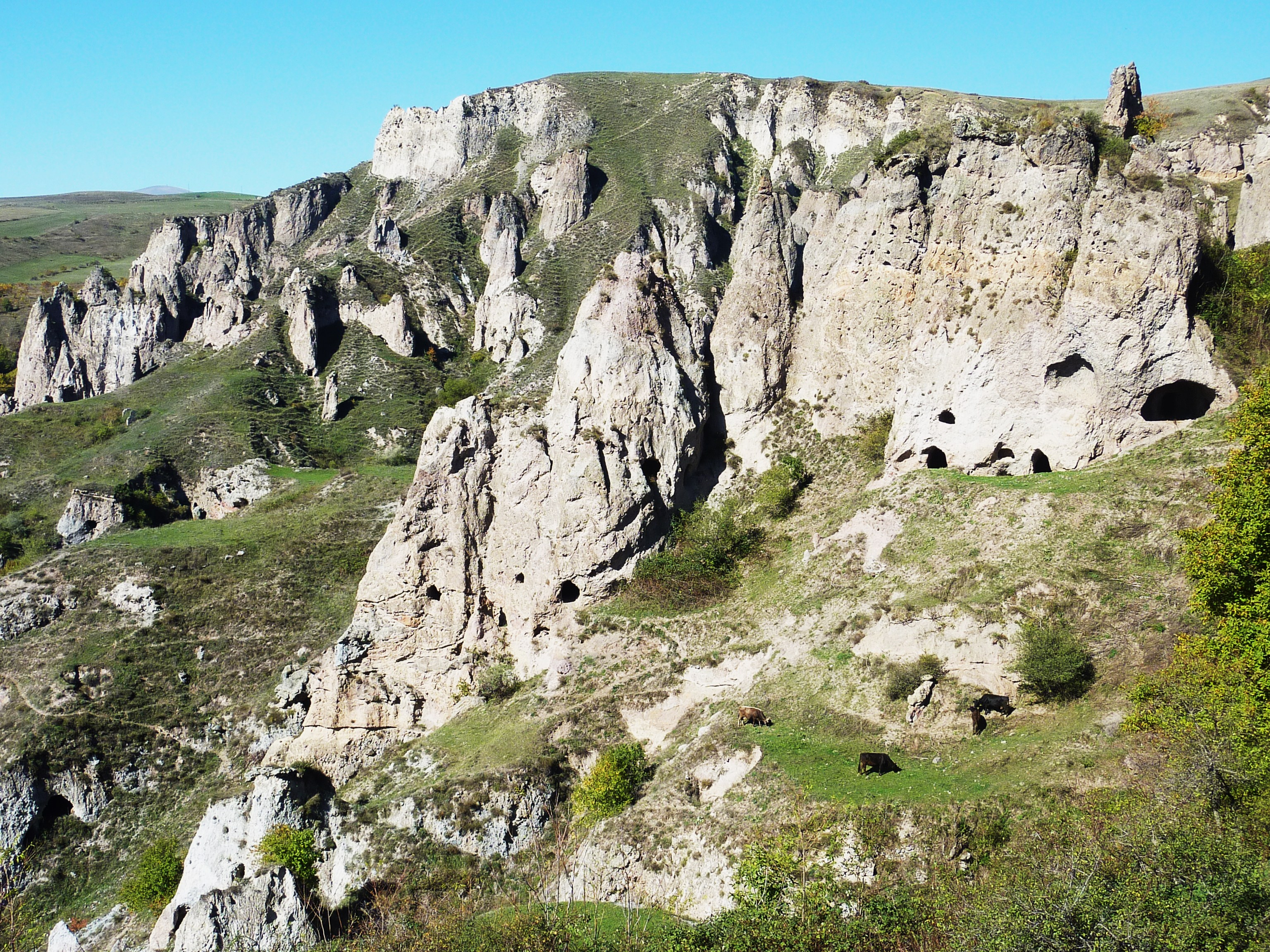
Falaises avec habitat troglodytique.
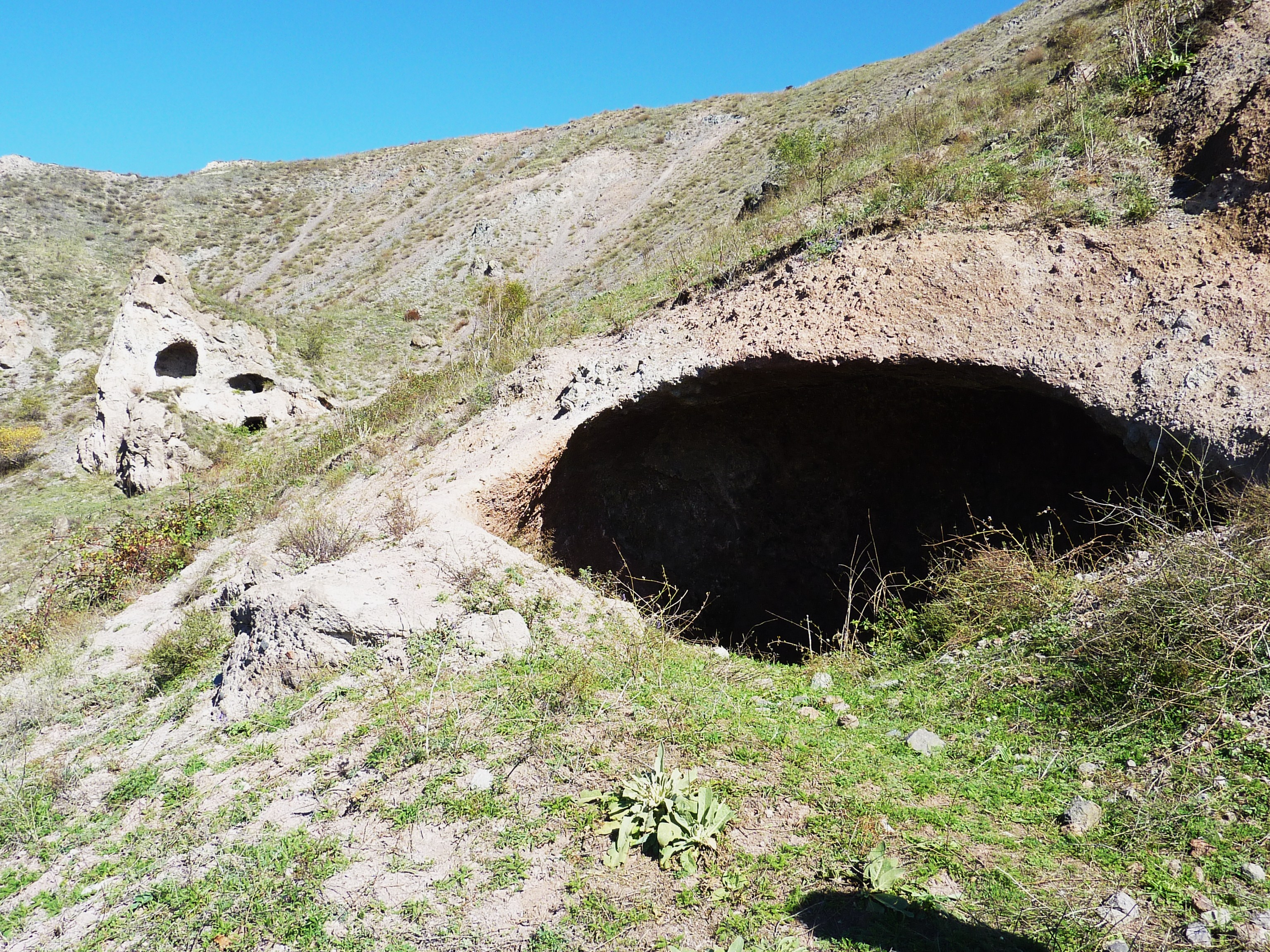
Ancien habitat troglodytique.
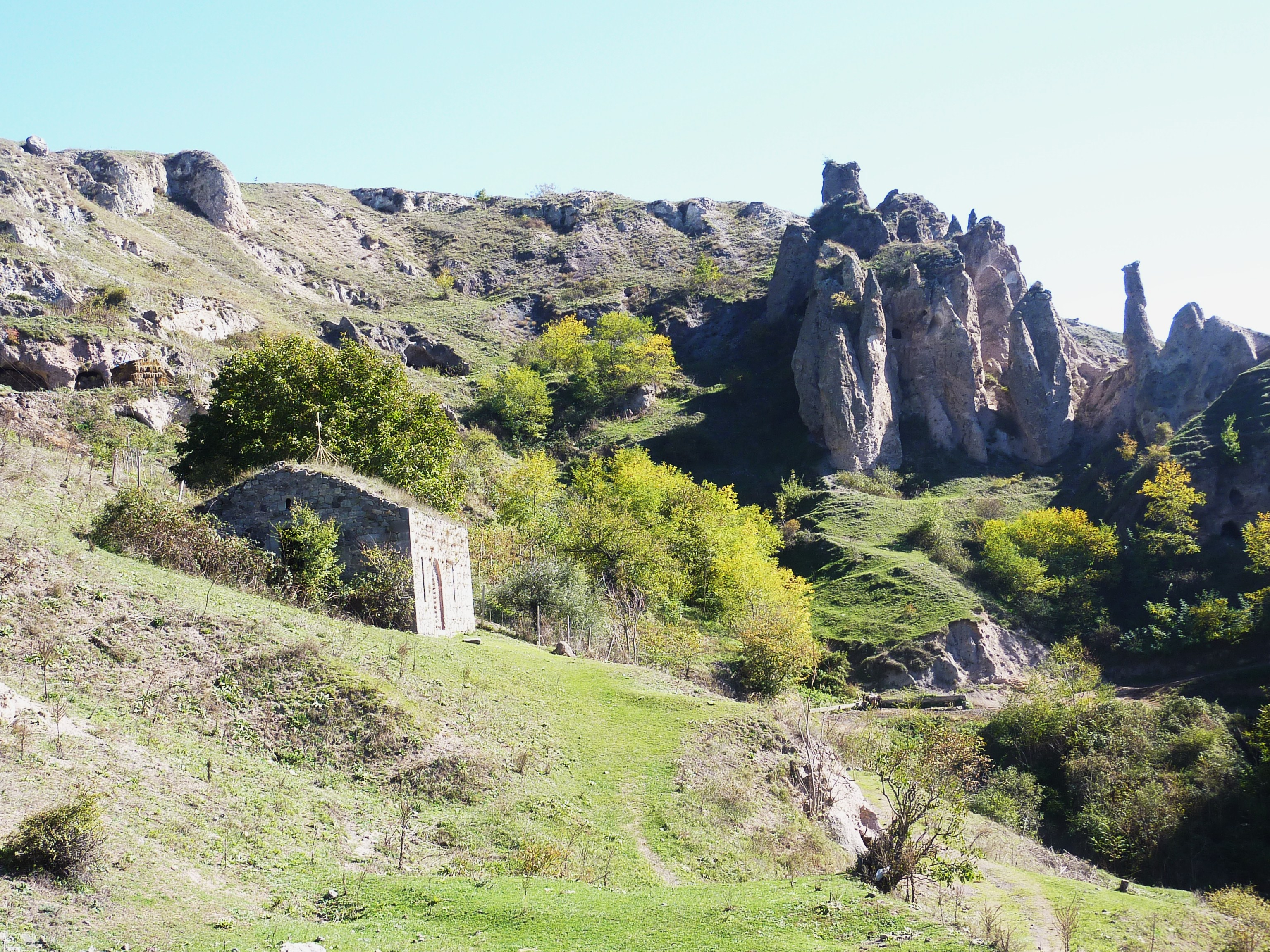
Le village troglodytique et l'ancienne chapelle.
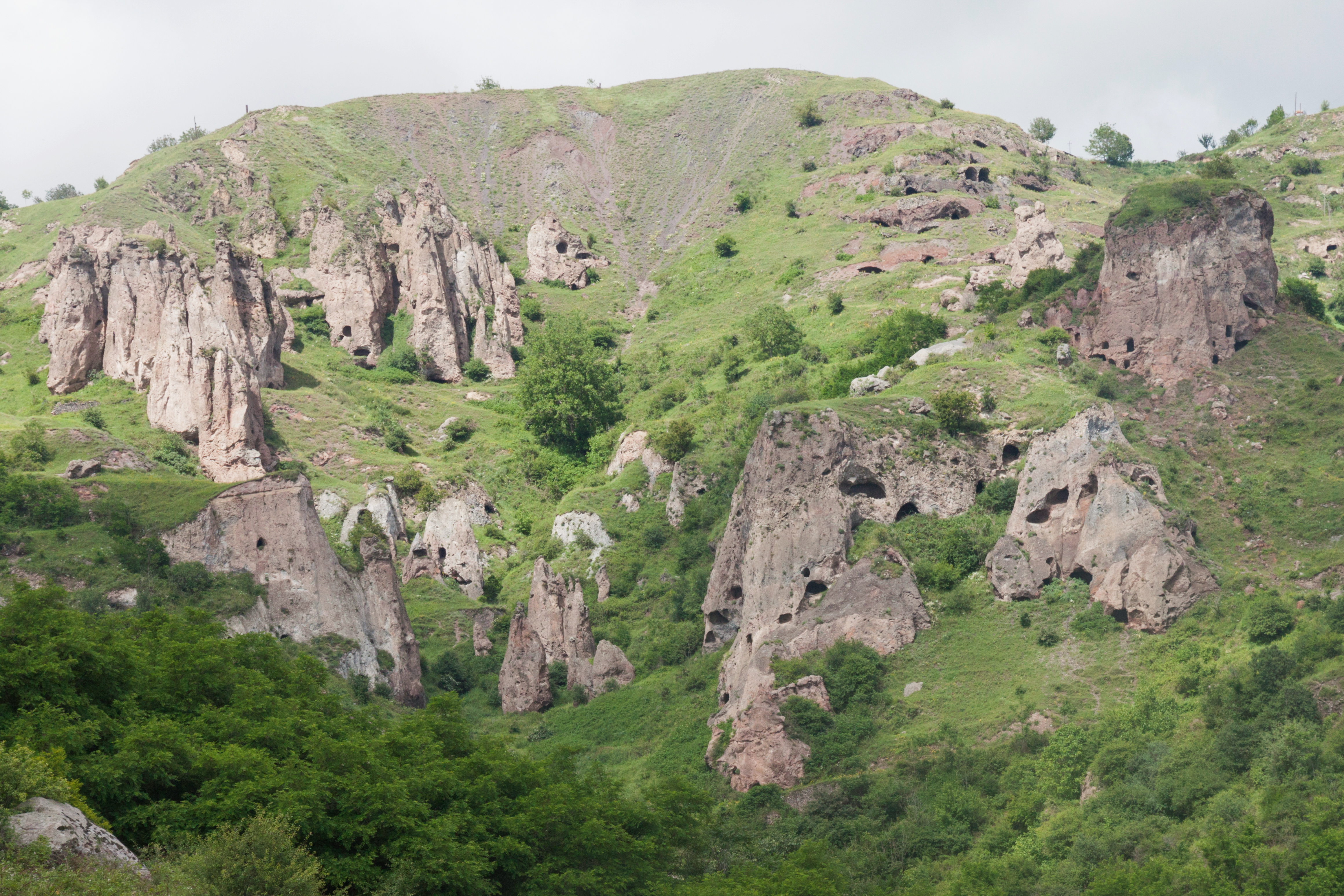
Les formations rocheuses et grottes

Khndzoresk  est mentionné encore  par Stépanos Orbélian. Le village a participé au mouvement de libération de David Bek au début du XVIIIe siècle. En 1728-30 Khndzoresk était la forteresse des troupes de Mikhitar Sparapet.
En 1735 le Catholicos Abraham III de Crète a visité le village et en a conservé une description. Selon lui à cette époque les grottes étaient utilisées non seulement comme habitation mais comme abris. Dans des maisons situées à une hauteur de 20-30 mètres les habitants grimpaient avec des cordes. Les maisons étaient  disposées de telle manière que le toit de l'un servait de jardin pour l'autre, et de loin le village ressemblait à une énorme maison à plusieurs étages. Khndzoresk était le plus grand village d'Arménie orientale. En 1913 le village avait  27 magasin, 7 écoles. L'association communiste de la région a été créée, la première du raïon, en  Avril 1919. 1 300 villageois ont participé aux combats de la Seconde Guerre mondiale  et 480 y ont laissé leur vie. Le village a donné au pays un général, 8 colonels, 80 officiers.

## Curiosités

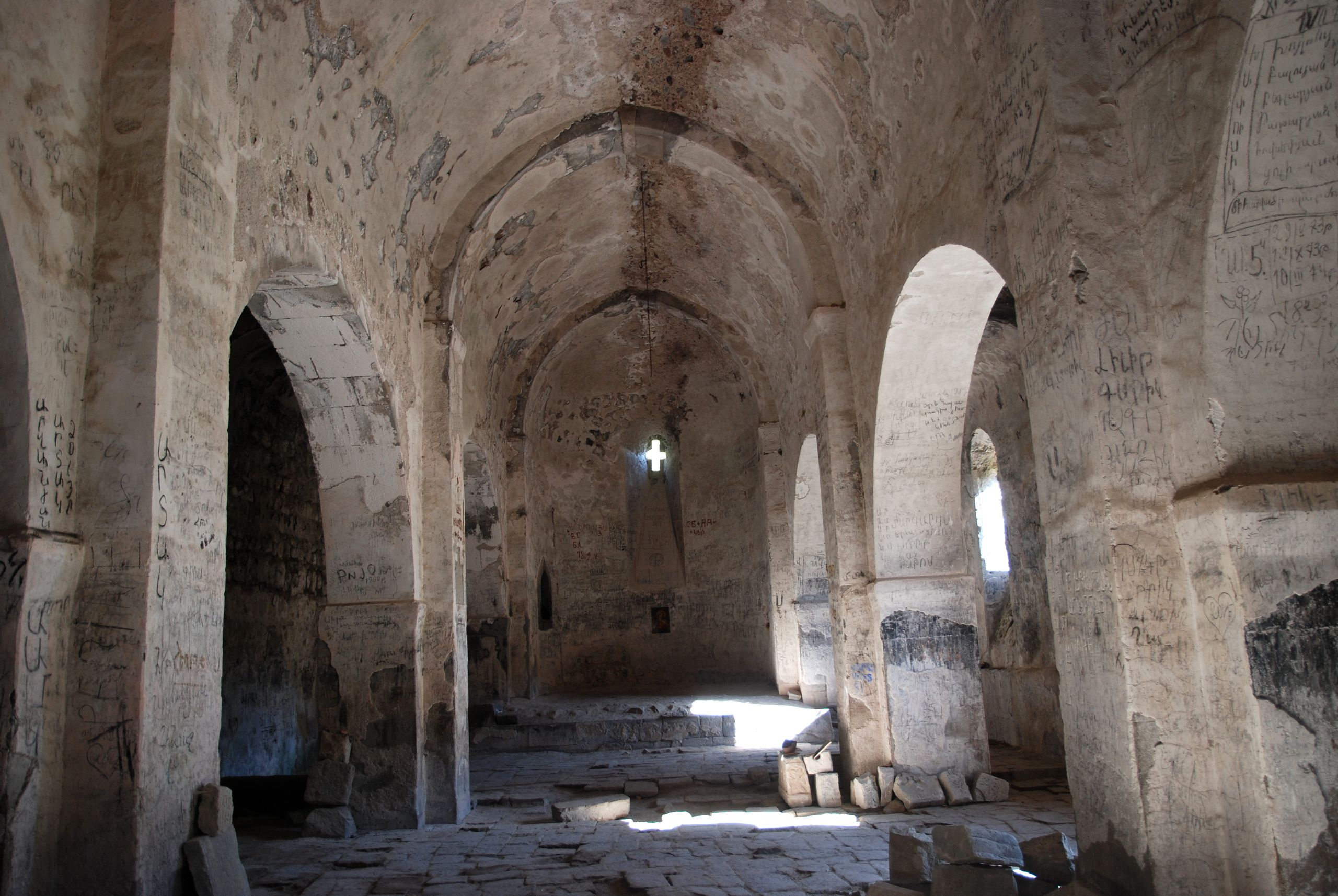
Saint Ripsime; intérieur

Parmi les monuments historiques on compte la forteresse  de Khndzorek, l'église Saint Ripsime, l'église Saint Tadebosse, l'église école Anapat. L'église Saint Ripsime  date de 1663 est construite en pierres calcaires, dispose d'un clocher-tour, d'un dispositif extérieur d'arc. L'église Saint Tadevosse (XVIIe siècle) est plus petite. Les ruines de l'église Anapat, sont un ancien centre d'écritures, se trouvant au Nord-ouest. La tombe de Mikhitar Sparapet se trouve dans son cimetière 

## Personnalités liées
- Tatevik Sazandarian (1916-1999), née à Khndzoresk, chanteuse d'opéra mezzo-soprano.